# 枕崎市警察
枕崎市警察（まくらざきしけいさつ）は、かつて存在した鹿児島県枕崎市の自治体警察。

## 概要
従来の鹿児島県警察部が解体され、1948年（昭和23年）3月7日に枕崎町警察署が設置された（枕崎町は翌年の1949年9月1日に市制施行）。
1954年（昭和29年）に新警察法が公布された。これにより国家地方警察と自治体警察が廃止され、新たに都道府県警察として鹿児島県警察本部が発足。枕崎市警察も鹿児島県警察に統合され、姿を消した。